# Joanna Kerns
Joanna Kerns, właściwie Joanna Crussie DeVarona (ur. 12 lutego 1953 w San Francisco) – amerykańska aktorka i reżyserka, znana przede wszystkim z roli Maggie Seaver w familijnym sitcomie ABC Dzieciaki, kłopoty i my.

## Filmografia (wybór)
Obsada aktorska
- Dzieciaki, kłopoty i my (Growing Pains, 1985–1992)
- Nie w mojej rodzinie (Not in My Family/Shattering the Silence, 1993) jako Veronica Ricci
- Przerwana lekcja muzyki (Girl, Interrupted, 1999) jako Annette Kaysen
- All Over the Guy (2001) jako Lydia
- Wpadka (Knocked Up, 2007) jako pani Scott